# تمير فلسطين
تُمَيْر فلسطين (الاسم العلمي: Nectarinia osea) و(الاسم العلمي:Cinnyris osea) (بالإنجليزية: Palestine Sunbird)‏ هو طائر ينتمي إلى جنس التمير من (فصيلة: Nectariniidae)، التي تتواجد في أقسام من الوطن العربي وأفريقيا. هذا الطائر يشبه العصفور الطنان، وهو الطائر الوطني لدولة فلسطين.

## الوصف

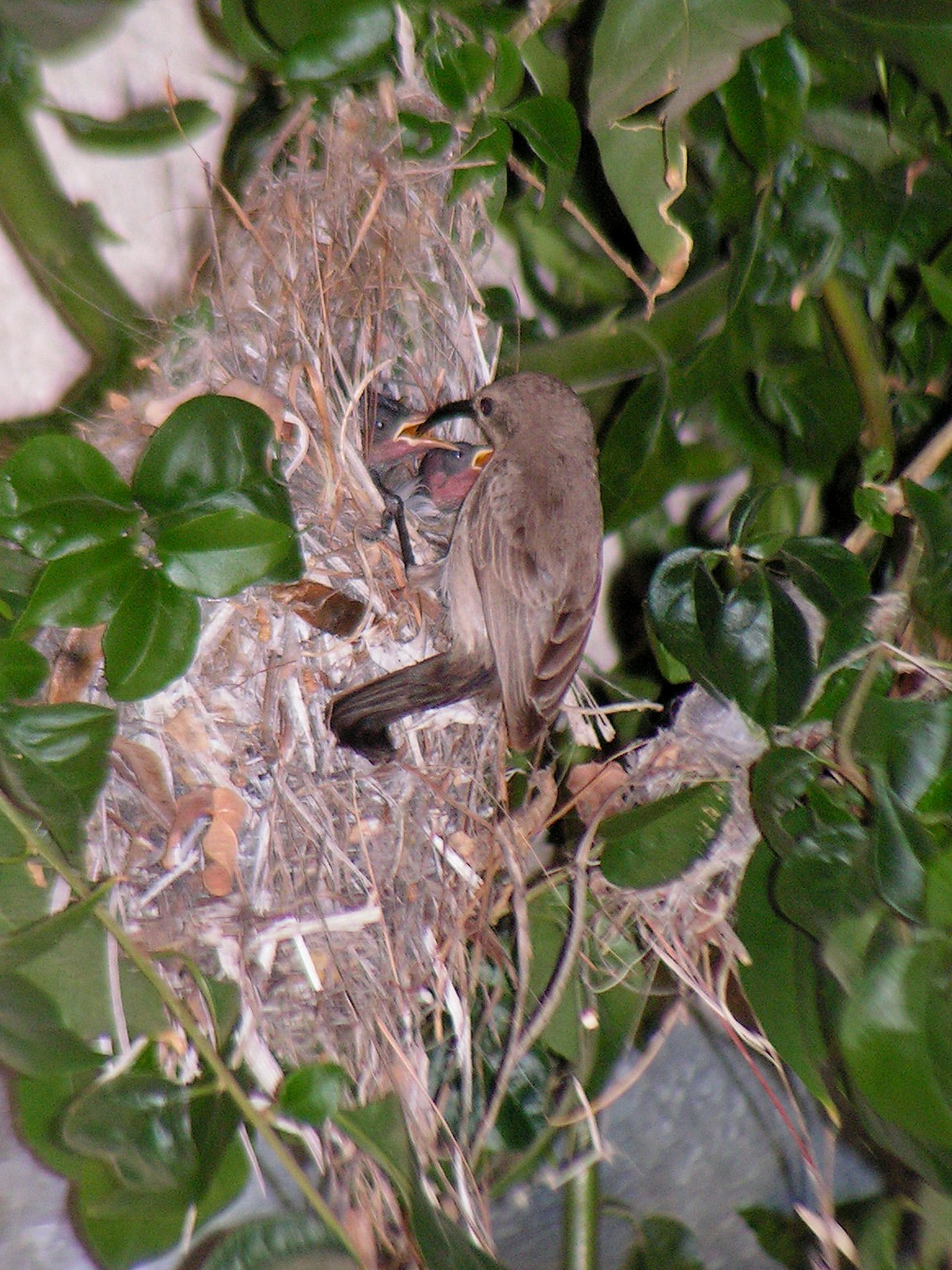
تمير فلسطين (انثى)

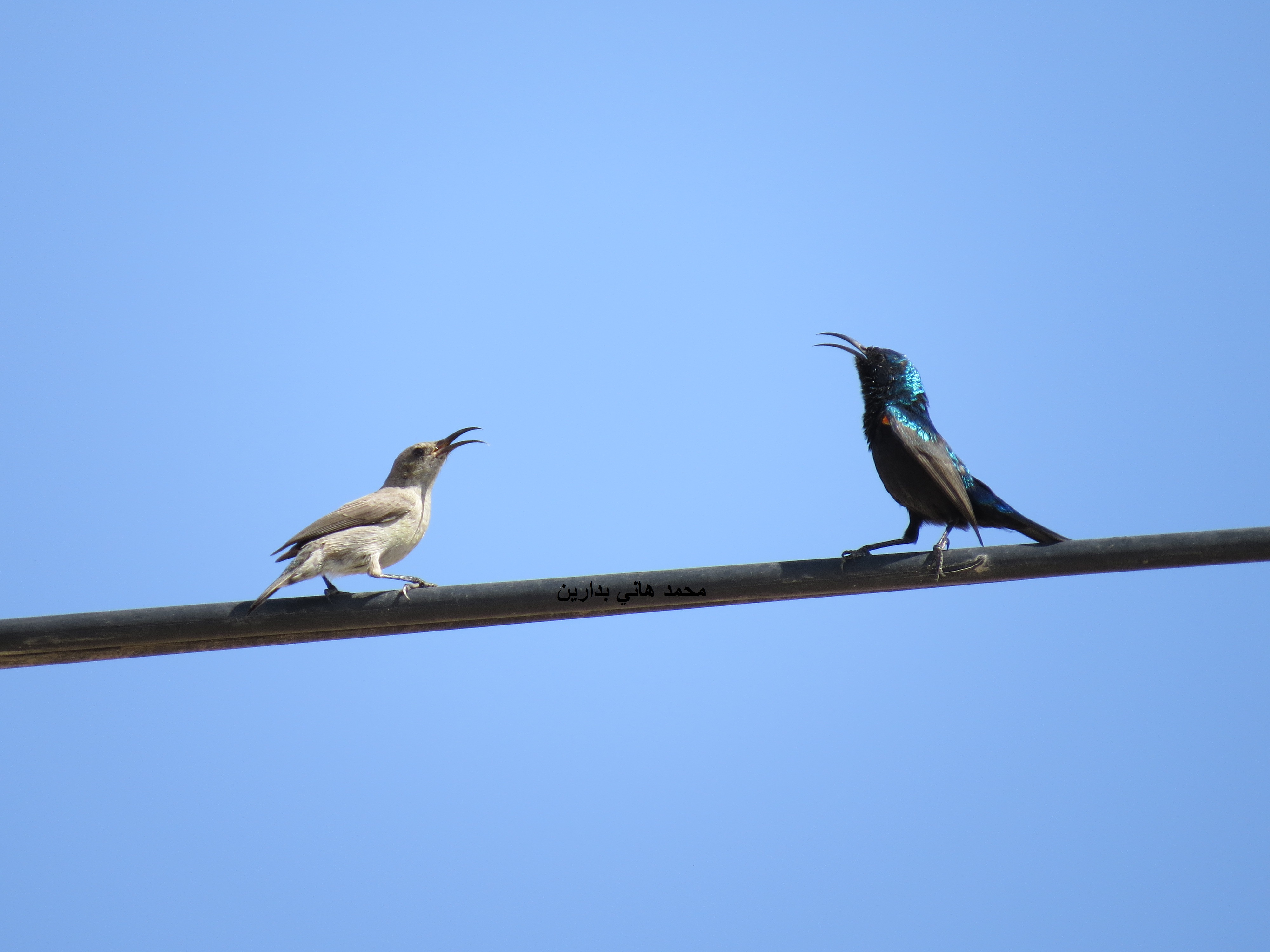
زوج تمير في جنوب الخليل.

يبلغ طول تمير فلسطين من 8 - 12 سم وباع الجناح نحو 14 - 16 سم. يصل وزن الذكر 7.6 غرام ووزن الانثى 6.8 غرام. لون منقاره أسود وطويل إلى حدٍ ما مع التواء نحو الأسفل. لون ريش الذكر البالغ داكن، ولكن قد يظهر لمعان أزرق أو أخضر على الريش عندما يتواجد الطير في الضوء. تتواجد خصل من الريش لونها برتقالي بجانب صدر الذكر، لكن من الصعب رؤيتها إلا من مدى قريب. أما لون ريش الإناث والصغار فهو بني-رمادي.
صوت هذا العصفور عالٍ وسريع ويكون عبارة عن جلجلة أو خشخشة، كما أن له عدة أصوات متنوعة منها صوت إنذار حاد.

## الموطن والمدى

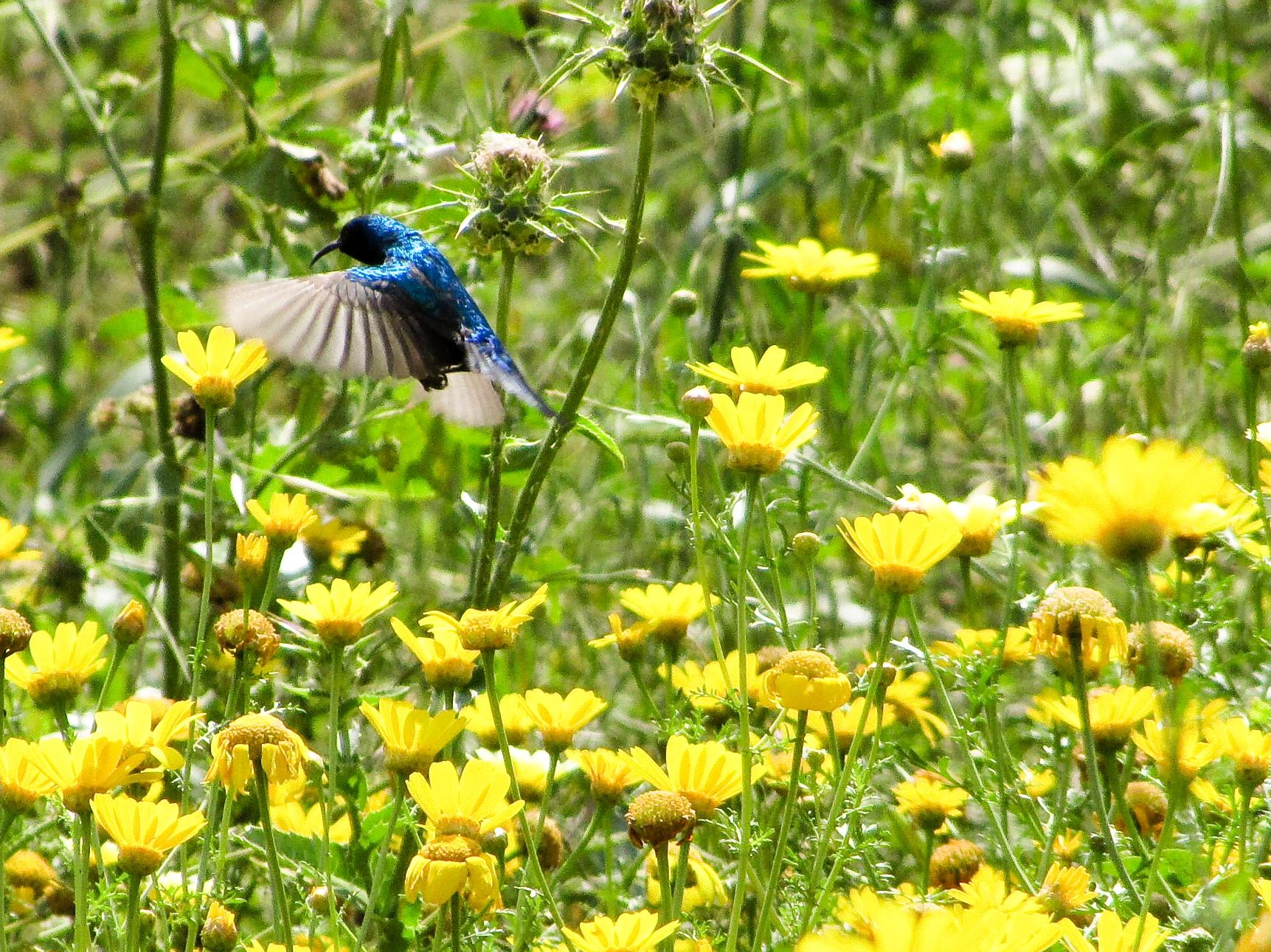
ذكر تمير فلسطيني يحلق.

يتواجد هذا العصفور في مناطق ذات درجات حرارة عالية ومناخ جاف في علو سطح البحر وحتى علو 3200 متر فوق سطح البحر. يعيش هذا الطائر في الغابات الجافة والأراضي الحرجية والوديان والسافانا، كما تراه في البساتين والحدائق، ووجوده شائع في بعض المدن في مناطق معينة.
السلالة التي تتواجد في الوطن العربي تتوالد في فلسطين وفي شمال الأردن وفي المناطق التي تمتد من غرب السعودية حتى اليمن وسلطنة عمان في الجنوب. في العقود الأخيرة بدأ هذا الطير بالعيش في سيناء. وقد تصل بعض هذه الطيور لبنان وسورية في الشتاء.
السلالة التي تتواجد في إفريقيا تعيش بشكل محلي في السودان، شمال-غرب أوغندا، جمهورية أفريقيا الوسطى، شمال-شرق الكونغو وفي شمال الكاميرون.

## الغذاء
يتغذى هذا الطير بشكل عام على الحشرات والرحيق. منقاره طويل وملتو نحو الأسفل ولسانه طويل أيضاً الأمر الذي يمكنه من استخلاص الرحيق من الزهور. تتغذى هذه الطيور في أغلب الأوقات وهي رابضة بجانب الزهور أو عليها ولكنها تستطيع التحليق أيضاً خلال الغذاء بشكل شبيه للطنان.

## التكاثر

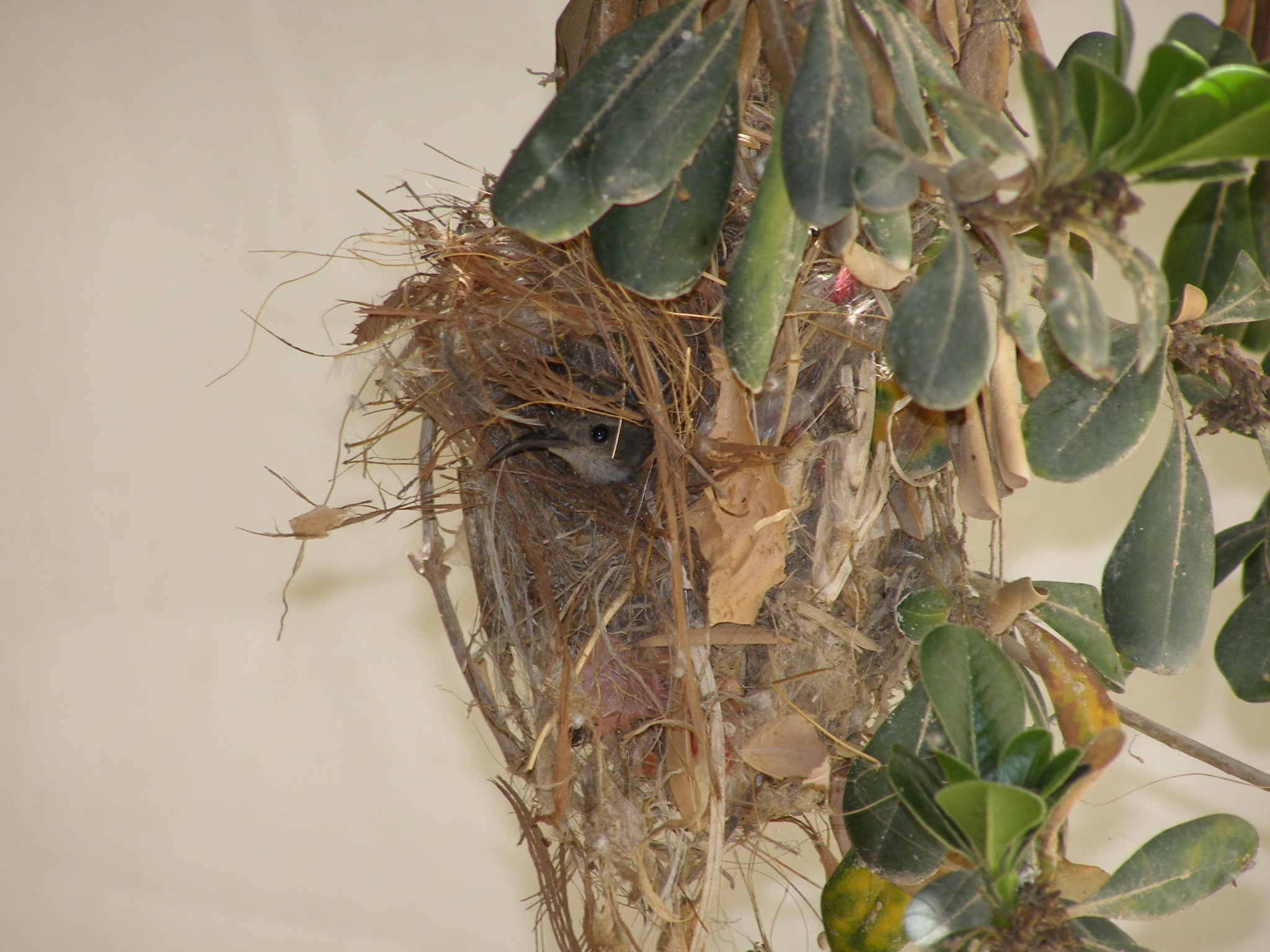
انثى بداخل العش.

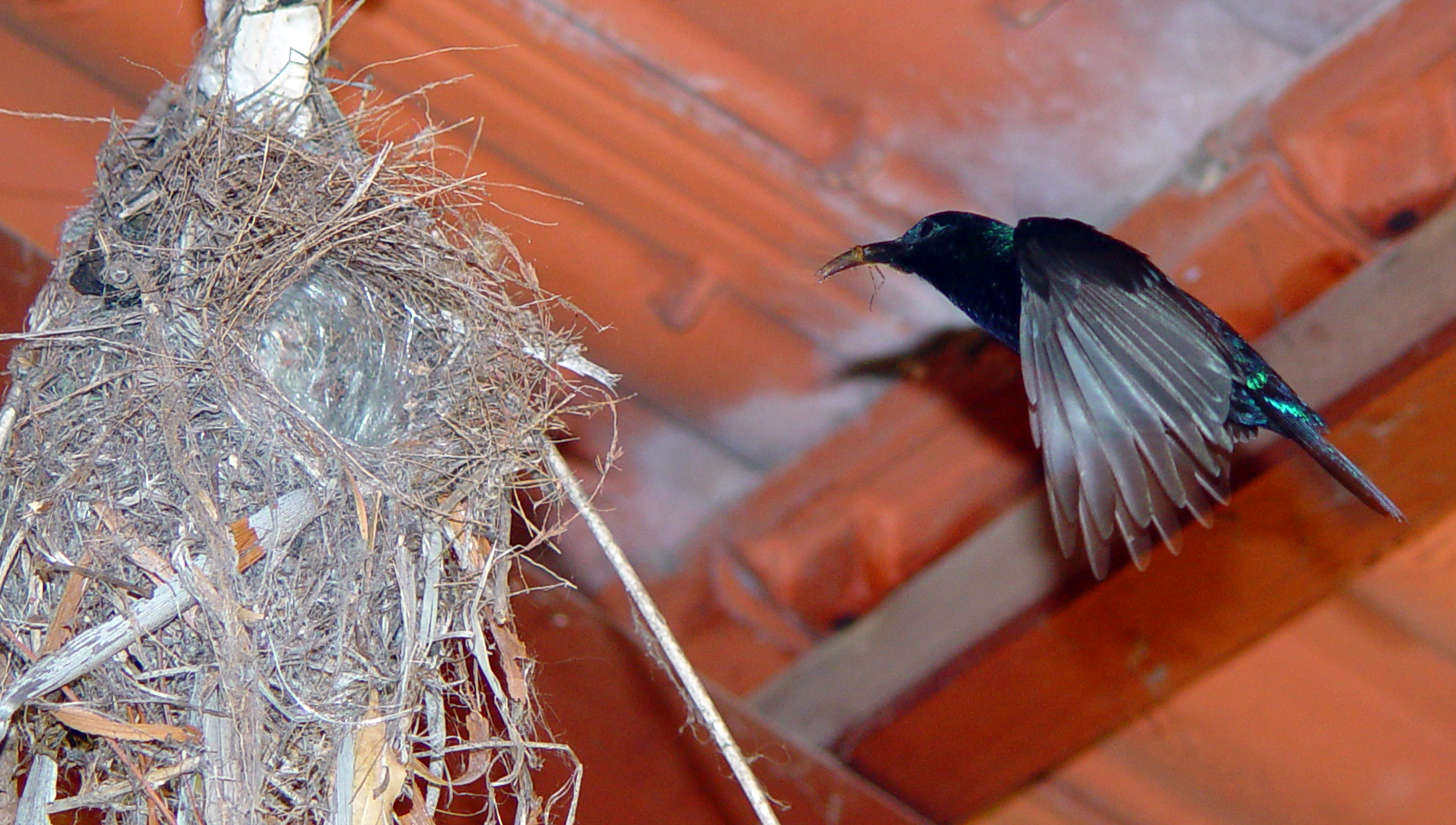
تمير فلسطين (ذكر)

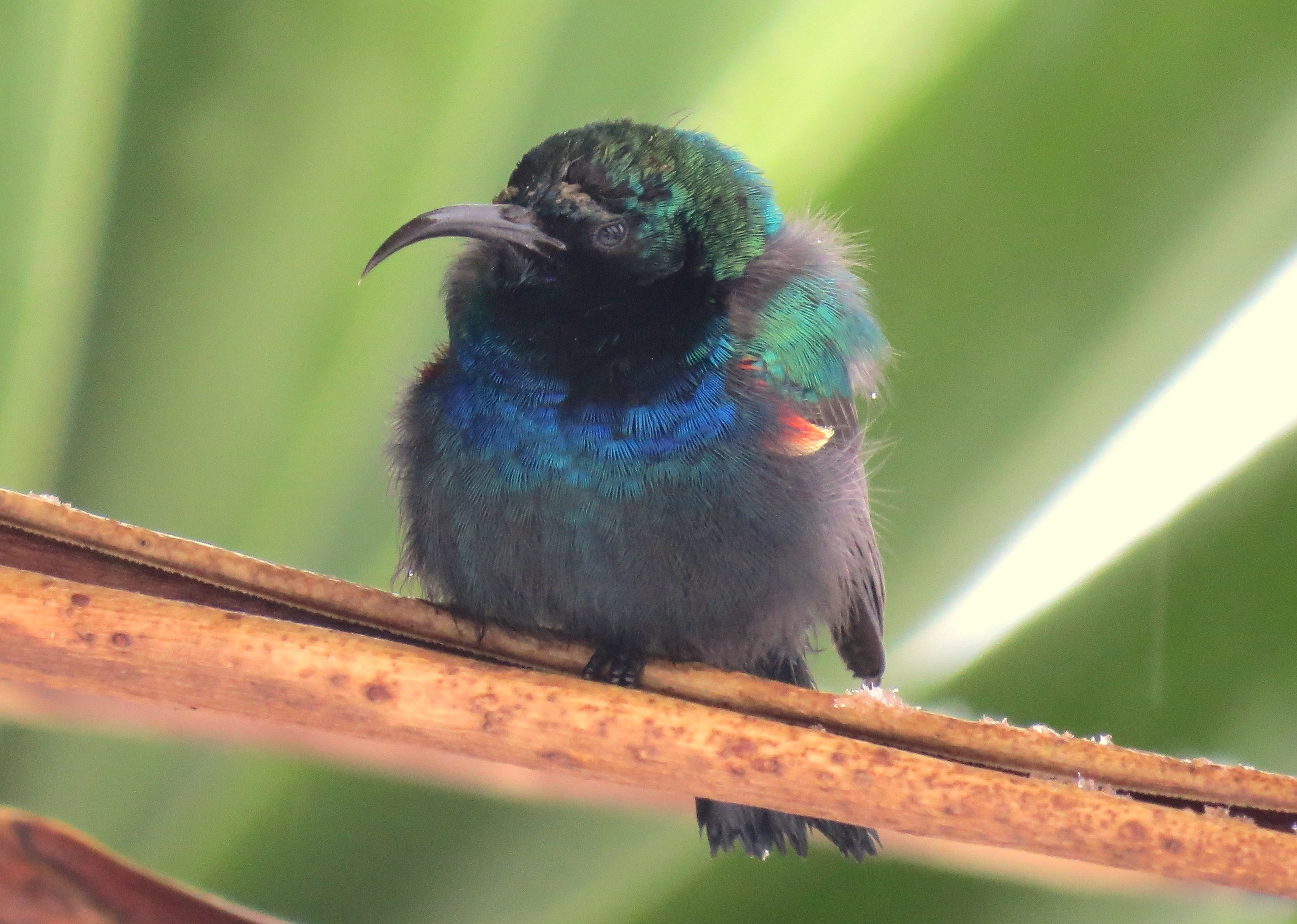
تمير فلسطين في جنوب الخليل في ديسمبر 2013

يشبه عش هذا الطير المحفظة النسائية. يكون بشكل عام طول العش 18 سم وعرضه 8 سم في القاعدة. العش مصنوع من أوراق وعشب ومواد نباتية أخرى. يربط العصفور هذه المكونات بشعر وخيوط من بيت العنكبوت، يستعمل العصفور أيضاً الريش والصوف من أجل بناء العش. تبيض الانثى من 1-3 بيضات، ويكون البيض ناعم الملمس ولامع. تكون هذه البيوض مختلفة الألوان إلى حد ما; بشكل عام تكون بيضاء أو رمادية مع نمط لوني باهت نحو طرف البيضة. تحضن الام البيوض لمدة 13 - 14 يوم. يكون للصغار ملمس ناعم وزغب ويكون لون فمها أحمر-برتقالي، تبلغ الصغار وتكون قادرة على الطيران بعد 14-21 يوم.

## بيئة
من بين أعداء هذا الطير في الطبيعة، العديد من أنواع الثعابين، ثدييات مفترسة وطيور مثل أبو زريق الذي يستطيع في العديد من الأحيان بالدخول إلى العش وإيذاء الام وصغارها. في الطبيعة، يستطيع التمير الفلسطيني العيش لمدة 3-9 سنوات. هذا العصفور فضولي للغاية ويقوم بفحص كل شيء جديد وغريب بالنسبة له.